# آن ميت هانسن
آن ميت هانسن (بالدنماركية: Anne Mette Hansen)‏ مواليد 25 أغسطس 1994 في غلوستروب، هي لاعبة كرة يد دانمركية تلعب كظهير أيسر. مثلت منتخب الدنمارك لكرة اليد للسيدات. حققت المركز الثالث في بطولة العالم لكرة اليد للسيدات 2013.

## سجل المنافسة
شاركت في البطولات التالية:
- بطولة العالم لكرة اليد للسيدات 2013
- بطولة العالم لكرة اليد للسيدات 2015
- بطولة أوروبا لكرة اليد للسيدات 2014
- بطولة أوروبا لكرة اليد للسيدات 2016

## الميداليات
| الميدالية | المسابقة                            |
| --------- | ----------------------------------- |
| برونزية   | بطولة العالم لكرة اليد للسيدات 2013 |

## روابط خارجية
- آن ميت هانسن على موقع الاتحاد الدولي لكرة اليد (الإنجليزية)
- آن ميت هانسن على موقع الاتحاد الأوروبي لكرة اليد (الإنجليزية)
- آن ميت هانسن على موقع اللجنة الأولمبية الدولية (الإنجليزية)